# Christoph Marik
Pour les articles homonymes, voir Marik.
Christoph Marik, né le 12 novembre 1977 à Wiener Neustadt, est un escrimeur autrichien, champion d'Europe à l'épée.

## Carrière
Il remporte en individuel la médaille de bronze des championnats d'Europe 2000 à Funchal. Entre 2001 et 2005 suit une période particulièrement prolifique pour Marik qui gagne sept titres en coupe du monde, malgré des résultats contrastés aux championnats du monde et aux Jeux olympiques, compétitions où il n'obtient aucun résultat significatif. Il remporte toutefois à deux reprises le classement général de la coupe du monde en 2002 et 2003. En 2004, il est titré aux championnats d'Europe de Copenhague.

## Palmarès
- Championnats d'Europe d'escrime
  -  Médaille d'or aux championnats d'Europe d'escrime 2004 à Copenhague
  -  Médaille de bronze aux championnats d'Europe d'escrime 2000 à Funchal

## Classement en fin de saison
Depuis 2002
| Année | 2002 | 2003 | 2004 | 2005 | 2006 | 2007 | 2009 |
| ----- | ---- | ---- | ---- | ---- | ---- | ---- | ---- |
| Rang  | 1    | 1    | 3    | 4    | 26   | 143  | 335  |